# Liste des pirouettes de patinage artistique
Cet article est un complément de Patinage artistique

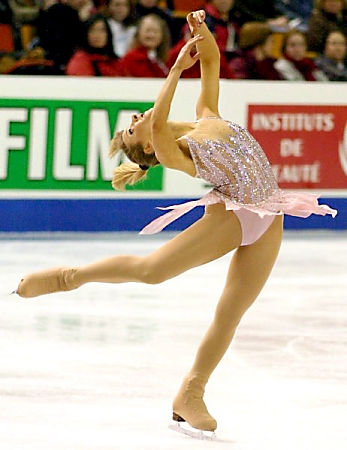
Angela Nikodinov effectuant une pirouette cambrée en arrière

Une pirouette en patinage artistique consiste en une rotation de plusieurs révolutions sur un point. Elle tourne sur le premier tiers de la lame à l'endroit de la « boule », la section la plus courbe.
Il existe trois positions de base dans les pirouettes de patinage artistique : debout, assise et allongée (arabesque).
Il existe deux « changements » : changement de pied, changement de carre.
Il existe deux types d'entrées : glissée, sautée.
Les pirouettes sont ici expliquées pour les droitiers (donc à inverser pour les gauchers), dans le sens inverse des aiguilles d'une montre si l'on observe d'au-dessus.

## À deux pieds
Les deux pieds côte à côte, parallèles. Pirouette d'apprentissage.

## Positions de base

### Debout (USp)
Pied gauche en dedans arrière, pied droit en « cigogne » ou croisé par-dessus le pied gauche. Son code sur une feuille de résultats est: USp.
- Dehors arrière : pied droit en dehors arrière, pied gauche croisé par-dessus le pied droit.

### Assise (SSp)
Pied gauche en dedans arrière, cheville avancée, genou plié, bassin en dessous du genou pour que ce soit pris en compte, jambe droite tendue ouverte devant, le buste légèrement penché en avant. Son code sur une feuille de résultats est: SSp.
- Assise dehors arrière : pied droit en dehors arrière, cheville avancée, genou plié, bassin au niveau du genou, jambe gauche tendue ouverte devant, le buste légèrement penché en avant.

### Allongée (CSp)
En position d'arabesque dedans arrière.
en restant au-dessus de sa jambe, placer la jambe derrière, une fois placée ouvrir la hanche et le pied (tirer sur la pointe de pied).
ne pas se laisser tomber ou relâcher en dedans (ne pas s'appuyer sur le côté de la jambe libre)
placer les épaules (éviter d'être de face à la glace)
tendre les deux jambes, en restant sur l'avant du patin (entre la pointe et la lame). Son code sur une feuille de résultats est: CSp.
- Allongée dehors arrière : en position d'arabesque dehors arrière.

### Variations des positions de base

#### Pied dans la main ou fenêtre
Pied droit dans la main droite.

#### Royale
Pied droit dans la main gauche (ou pied gauche dans la main droite).

#### Biellmann
Pied droit ou gauche tenu en arrière au-dessus de la tête par les deux mains. La main doit prendre l'extérieur de la lame. Son nom vient du nom de sa popularisatrice Denise Biellmann.

### Cambrée (LSp)
- en arrière : Pied gauche en dedans arrière, pied droit pointé en arrière, bassin avancé, le dos cambré en arrière, la tête en arrière.
- sur le côté : Pied gauche en dedans arrière, pied droit en arrière, bassin avancé sur le côté gauche, le dos cambré sur le côté droit, la tête en arrière.

## Changements
Une pirouette peut compter un changement de pied et/ou changement de carre.
- Changement de pied : action de transférer le poids sur le pied libre, qui devient le pied porteur.

- Changement de carre : le patineur change de carre en transférant son poids soit sur le devant ou sur le derrière de la lame, à l'intérieur ou l'extérieur.

## Combinée
La pirouette combinée est une pirouette dans laquelle on associe au moins deux pirouettes l'une après l'autre. Par exemple, lorsque l'on est debout en extension, on descend en assise sans poser le pied. On a une combinaison s'il y a :
- changement(s) de position seulement (CoSp),
- changement(s) de pied seulement (CSp),
- changement(s) de position et de pied (CCoSp).

## Sautée
- Sautée-assise (« flying-sit ») (FSSp) : entrée en dehors avant du pied gauche, puis sautée droit pour atteindre soit un dedans arrière pied gauche, soit un dehors arrière pied droit.
- Sautée-allongée (« flying-camel ») (FCSp) : entrée en dehors avant du pied gauche, sautée en parapluie (buste face à la glace) pour atteindre une position allongée en dehors arrière.
- Échappée de la mort (« flying-axel/death-drop/flying-camel-sit ») : entrée en dehors avant du pied gauche, puis sautée en parapluie pour atteindre une pirouette assise dehors arrière pied droit.

## Originale
Une position originale est une des positions de base dont un ou plusieurs segments sont placés différemment dans un but chorégraphique.